# 自己言及

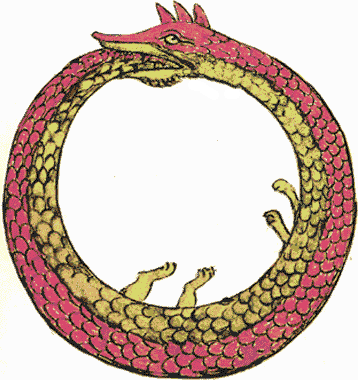
ウロボロスは自分の尾を飲み込む竜であり、自己言及の象徴である。

自己言及（じこげんきゅう、英語: self-reference）とは、自然言語や形式言語で文や式がそれ自身に言及することである。
言及は直接行われることもあるし、何らかの中間の文や式を通して行われることもあり、意味論的符号化によって表現されることもある。哲学では、主体が自身について言及できる能力、すなわち一人称代名詞を主語として意見を表明できる能力を指す。自己言及は、自己反射性および統覚と関係が深い。
自己言及は数学、哲学、コンピュータ・プログラミング、言語学などで研究・応用されている。その場合自己参照とも呼ぶ。自己言及文は逆説的振る舞いを示すことがある（自己言及のパラドックス）。
また、文章などでその作者が自分自身あるいは自分の属するもの（例えば、日本人なら日本）について言及することを自己言及と呼ぶ。

## 用法
自己言及的状況の例として、オートポイエーシスの一種がある。それは、論理的組織自体が物理構造を産出し、それ自身が自身を作り出すものである。
形而上学では、自己言及は主観性であり、対義語としての「他者言及」（ニクラス・ルーマン、hetero-reference）は客観性である。
作者が作中でその作品に言及するとき、自己言及は文学作品や映画でも起きる。有名な例としてセルバンテスの『ドン・キホーテ』、ドゥニ・ディドロの『運命論者ジャックとその主人』、イタロ・カルヴィーノの『冬の夜ひとりの旅人が』、ニコライ・ゴーゴリの諸作品、ジョン・バースの Lost in the Funhouse、ルイジ・ピランデルロの『作者を探す六人の登場人物』、フェデリコ・フェリーニの『8 1/2』などがある。これは、第四の壁やメタ言及という概念と密接な関連がある。
シュルレアリスムの画家ルネ・マグリットは、自己言及的作品でよく知られている。『イメージの裏切り』という作品には、フランス語で「これはパイプではない (Ceci n'est pas une pipe)」という文が書いてあり、その上にパイプの絵がある。この文が真であるかどうかは、"ceci"（これ）が上に描かれたパイプを指すのか、絵全体または文自体を指すのかで変わってくる。
計算機科学では、リフレクションにおいて自己参照が発生する。リフレクションとは、プログラムが自身の構造をデータのように読み取ったり書き換えたりする技法である。様々なプログラミング言語がリフレクションをサポートしているが、それらの表現能力の程度は様々である。さらに自己言及は再帰や数学の漸化式にも見られる。

## 例
以下の例の一部はダグラス・ホフスタッターの『ゲーデル、エッシャー、バッハ』、『メタマジック・ゲーム』、『わたしは不思議の環』にある。

### 単語
それ自身を表しているような単語を 自己整合語（または autonym）と呼ぶ。例えば、「English（英語）は英語である。」といったものや、「sesquipedalian（長たらしい）という単語は14文字もあって長たらしい。」といったものが該当する。また、三文字略語 (three-letter abbreviation) をTLAと略した場合や、PHP: Hypertext Preprocessor をPHPと略記したときのような再帰的頭字語もそのように呼ばれることがある。

### 数学
- 非叙述性 (impredicativity)
- グラフにおけるループ (en)
- タッパーの自己言及式 (en)
- 自己記述数

### 自己言及文
メタ言語における文の内容と対象言語における文の内容が同一であるようなメタな文の特殊例がある。そのような文は自己言及文になっている。しかしそのようなメタな文はパラドックスを引き起こすこともある。「これは文である」は自己言及的なメタな文で、明らかに真である。しかし、「この文は偽である」というメタな文は自己言及のパラドックスを引き起こす。
- 「『は、自身の引用を前置されると偽になる』は、自身の引用を前置されると偽になる」（クワインのパラドックス）は、クワインによる間接的自己言及文であり、嘘つきのパラドックスの一種である。
- ラッセルのパラドックス: 「自身を元として含まないあらゆる集合の集合」は矛盾する。

#### 言語学
再帰動詞を使った文は、主語と目的語が同じとなる。例えば、"The man washed himself"（その男は自分を洗った）など。対照的に他動詞の文では、直接の主語と一つかそれ以上の目的語を必要とする。例えば、"The man hit John"（その男がジョンを殴った）など。

#### The Fumblerules
fumblerules（直訳すると「しくじっている規則」）とは、よい文法の規則を示しているのだが、その記述自体が書かれている内容に違反しているものを指す。例えば、“Avoid cliches like the plague”（常套句の使用は疫病を避けるように避けよ）、“Don’t use no double negatives”（二重否定を全然使わないことをするな）などがある。George L. Trigg とウィリアム・サファイアはその一覧を作成したが、文法に詳しければ作るのは簡単である。

### 文学
- ミゲル・デ・セルバンテスの「ラ・ガラテア」と長編『ドン・キホーテ』がある。『ドン・キホーテ』は前編と後編にわけて出版され、後編では前編が出版されてベストセラーになったことに言及したり、贋作版が無関係であることを主張したりしている。
- ミゲル・デ・ウナムーノの『霧』では主人公が作者と出会い、自分を創作したことを非難している。
- カート・ヴォネガットの『チャンピオンたちの朝食』では作者自身も登場し、この小説の執筆について述べている。キルゴア・トラウトも作中で作者と会話している。
- アビー・ホフマンの『この本を盗め』は題名が自己言及文になっている。
- ポール・オースターのニューヨーク三部作、特に『シティ・オブ・グラス』では、作者の分身と思われる主人公が間違い電話を発端として私立探偵ポール・オースターを演じることになり、さらに作家ポール・オースター自身も登場する。
- ロバート・アントン・ウィルソンの『The Schrödinger’s Cat Trilogy』では、この三部作が出版されている世界を舞台とし、主人公のロバート・ウィルソンは自分が本の中の登場人物であると気づいてその本を読み、自分のことが書いてあることを発見する。
- ロバート・A・ハインラインの『ウロボロス・サークル』では、描かれている世界を作者が自由にできる対象としており、この本のストーリー自体もそれに含まれている。
- 夢野久作の『ドグラ・マグラ』では、「ドグラ・マグラ」なる書物が登場する[2]。
- チャールズ・ユウの『SF的な世界で安全に暮らすっていうこと』では作中にこの本自身が登場しそれを鍵として物語が展開していく。

### 漫画
- 秋本治の『こちら葛飾区亀有公園前派出所』の中の1話「ギリギリ両津先生の巻」（コミックス199巻収録）では、主人公の両津勘吉がこの漫画自体の単行本を「テキスト」にして、自分のエピソードを披露している[3]。

### 映像作品
- フェデリコ・フェリーニの『8 1/2』
- 『スペースボール』では、その映画自体のビデオを登場人物が観る場面がある。
- モンティ・パイソンではコント（スケッチ）の登場人物が次に何をするかをシナリオを見て決めるシーンがある。映画『モンティ・パイソン・アンド・ホーリー・グレイル』も自己言及が多用されており、登場人物が映画のサウンドトラックの音楽に気づいてやめさせたり、城について小声で「模型だ」と言ったりしている。
- 『機動戦艦ナデシコ』では『ナデシコ』世界での劇中劇のはずの『ゲキ・ガンガー3』で『ナデシコ』側が用いたアイディアや装備を用い、それを更に『ナデシコ』側が利用する、あるいは『ゲキ・ガンガー』側が（『ゲキ・ガンガー』世界での劇中劇のはずの）『ナデシコ』側が用いた『ゲキ・ガンガー』側の策を更に採用する、といった自己言及型の状況が多々見られる。
- 勇者シリーズの内次の2作品はいずれも自己言及型のネタバレを持っている。

『勇者特急マイトガイン』
『新世紀勇者大戦』内オリジナル勇者『量子跳躍レイゼルバー』